# ANTITHESE
『ANTITHESE』（アンチテーゼ）は、日本のロックバンド・MY FIRST STORYが2016年6月29日にINTACT RECORDSから発売した4枚目のオリジナルアルバムである。

## 収録曲
1. Weapons
作詞・作曲・編曲：MY FIRST STORY
イントロダクション
2. Nothing In The Story
作詞・作曲・編曲：MY FIRST STORY
3. ALONE
作詞・作曲・編曲：MY FIRST STORY
4thシングル収録曲
4. 悪戯フィクション
作詞・作曲・編曲：MY FIRST STORY
5. One Light
作詞・作曲・編曲：MY FIRST STORY
6. Smash Out!!
作詞・作曲・編曲：MY FIRST STORY
7. "BOOM"
作詞・作曲・編曲：MY FIRST STORY
8. Last Call
作詞・作曲・編曲：MY FIRST STORY
9. 君の唄
作詞・作曲・編曲：MY FIRST STORY
10. Missing You
作詞・作曲・編曲：MY FIRST STORY
11. The Puzzle
作詞・作曲・編曲：MY FIRST STORY
12. Tomorrowland
作詞・作曲・編曲：MY FIRST STORY
13. Home
作詞・作曲・編曲：MY FIRST STORY
Hiroが自分の家族を思って制作した曲。2016年の武道館公演でHiroは「この曲を歌うのは今日で最後にします」と語っていたが、2022年の武道館公演でのアンコールで再び演奏された。
14. 不可逆リプレイス
作詞・作曲・編曲：MY FIRST STORY
3rdシングル収録曲